# Acanthidops bairdi
El yal costarricense, fringilo piquiagudo (en Costa Rica) o pinzón piquiagudo (en Panamá) (Acanthidops bairdi) es una especie de ave paseriforme de la familia Thraupidae, la única perteneciente al género Acanthidops. Es endémica de Costa Rica y el extremo occidental de Panamá. Anteriormentes se clasificaba en la familia Emberizidae. 

## Distribución y hábitat
Se distribuye de forma discontinua por las tierras altas de Costa Rica (desde Guanacaste) hasta el extremo oeste de Panamá (Chiriqui).
Esta ave es considerada poco común en sus hábitats naturales: los bordes y claros de bosques de montaña, y en el crecimiento de maleza, macizos de bambú, y los pastos arbustivos entre 1500 y 3000 m de altitud. En la temporada de lluvias pueden descender a 1200 m de altitud. Se vuelve más numerosa cuando el bambú florece en sitios favorecidos, tales como el Cerro de la Muerte.

## Descripción
El yal costarricense es una especie de cola larga, con 13,5 cm de longitud y un peso promedio de 16 g. Tiene un característico pico largo y curvado hacia arriba, con la mandíbula superior negra y la mandíbula inferior de color amarillo. El macho adulto es de color gris pizarra y es más pálido en el vientre. La hembra es de color oliva-café por encima y más pálido por debajo, con un tinte de color gris de la cabeza hacia atrás y en la parte superior, presentan bandas en las alas de color canela brillante y superciliares de color ante. Las aves jóvenes son similares a la hembras, pero el plumaje es más pálido y las bandas de las alas son más tenues.
Emiten un llamado «pzik» árido, y el canto del macho consiste en altas notas silbadas que terminan con un zumbido, por ejemplo, «shi shi shi chi paah».

## Comportamiento
Anda solo, en pareja, en grupos familiares o en bandadas alimenticias de especies mixtas junto a otras aves pequeñas, como los parúlidos.

### Reproducción
El nido es construido por la hembra, es una copa de material vegetal en la que pone normalmente cuatro huevos. La hembra incuba sola durante 12 a 14 días.

### Alimentación
Se alimenta de insectos, arañas, hierba y semillas de bambú. También exprime el néctar de las flores y el jugo de las bayas.

## Sistemática

### Descripción original
La especie A. bairdi y el género Acanthidops fueron descritos por primera vez por el ornitólogo estadounidense Robert Ridgway en 1882 bajo el mismo nombre científico; la localidad tipo es: «Volcán de Irazú, Costa Rica». El holotipo, colectado el 10 de octubre de 1880, se encuentra depositado en el Museo Americano de Historia Natural bajo el número USNM 85549.

### Etimología
El nombre genérico masculino Acanthidops se compone de las palabras del griego «akanthis, akanthidos»: puntiagudo, puntudo, y «ōps»: cara; y el nombre de la especie «bairdi» conmemora al ornitólogo estadounidense Spencer Fullerton Baird (1823–1887).

### Taxonomía
El género Acanthidops estuvo anteriormente incluido en la familia Emberizidae, pero fue transferido para Thraupidae, junto a numerosos otros géneros, siguiendo la aprobación de la Propuesta N° 512 al Comité de Clasificación de Sudamérica (SACC) en noviembre de 2011, con base en diversos y robustos estudios genéticos.
Es monotípica. Los amplios estudios filogenéticos recientes demuestran que la presente especie es hermana de Haplospiza rustica y el par formado por ambas es pariente próximo de Haplospiza unicolor. Esto crea un problema taxonómico todavía no resuelto. El clado formado por las tres especies mencionadas es próximo de Geospizopsis.